# Édouard Duplan
Édouard Duplan (ur. 13 maja 1983) – francuski piłkarz. Od 2015 jest zawodnikiem ADO Den Haag.

## Kariera
Duplan rozpoczął karierę w Choisy le Roi. Po występach w Clermont Foot przeniósł się do Holandii, do RBC Roosendaal w 2006 roku. Po krótkim czasie stał się ulubieńcem fanów i zasłużył na transfer do Sparty Rotterdam latem 2007 roku. Jednak poważna kontuzja, jaką odniósł w debiucie, wykluczyła go z gry na cały sezon. Latem 2010 roku podpisał kontrakt z FC Utrecht.  W 2015 roku przeszedł do ADO Den Haag.